# Barragem de Andorinhas
A barragem de Andorinhas localiza-se no concelho de Póvoa de Lanhoso, distrito de Braga, Portugal e situa-se no rio Ave. Foi projectada em 1941 e entrou em funcionamento em 1945.

## Barragem
É uma barragem de gravidade em betão. Possui uma altura de 25 m acima da fundação e um comprimento de coroamento de 103,5 m. A largura do coroamento é de 1,8 m. O volume de betão é de 12.000 m³. Possui uma capacidade de descarga máxima de 450 m³/s.

## Albufeira
A albufeira da barragem apresenta uma superfície inundável ao NPA (Nível Pleno de Armazenamento) de 21 hectares e tem uma capacidade total de 1,2 hm³. As cotas de água na albufeira são: NPA de 185,7 metros e NMC (Nível Máximo de Cheia) de 189,1 metros.

## Central hidroeléctrica
A central hidroeléctrica é constituída por 2 grupos Francis com uma potência total instalada de 8,8 MW. A energia produzida em média por ano é de 19 GWh.